# Wierzejewice
Wierzejewice – wieś w Polsce położona w województwie kujawsko-pomorskim, w powiecie inowrocławskim, w gminie Janikowo.
W latach 1975–1998 miejscowość administracyjnie należała do województwa bydgoskiego.

## Media
Serwisy internetowe związane z Wierzejewicami.
- Wortal mieszkańców sołectwa Wierzejewice: Wierzejewice.pl
- Serwis internetowy Urzędu Miasta i Gminy Janikowo: janikowo.com.pl
- Portal informacyjny gminy Janikowo: abcJanikowo24.pl